# ییرکا لتسین
جرکا لتزین (به انگلیسی: Jirka Letzin) (زادهٔ ۸ فوریهٔ ۱۹۷۱) شناگر اهل آلمان است.